# Винценбург
Винценбург (на немски: Winzenburg) е община в окръг Хилдесхайм в Долна Саксония, Германия със 719 жители (към 31 декември 2014). Намира се близо до Бад Гандерсхайм.

Над селището се намират останките на замък Винценбург от 9 век. От Винценбург произлиза фамилията Винценбурги.